# El Chijolito
El Chijolito är en ort i Mexiko.   Den ligger i kommunen Tantoyuca och delstaten Veracruz, i den sydöstra delen av landet, 240 km norr om huvudstaden Mexico City. El Chijolito ligger 90 meter över havet och antalet invånare är 151.
Terrängen runt El Chijolito är platt. Runt El Chijolito är det ganska tätbefolkat, med 60 invånare per kvadratkilometer. Närmaste större samhälle är Tantoyuca, 9,1 km väster om El Chijolito. Trakten runt El Chijolito består till största delen av jordbruksmark.